# Tuz Gölü (Gökçeada)

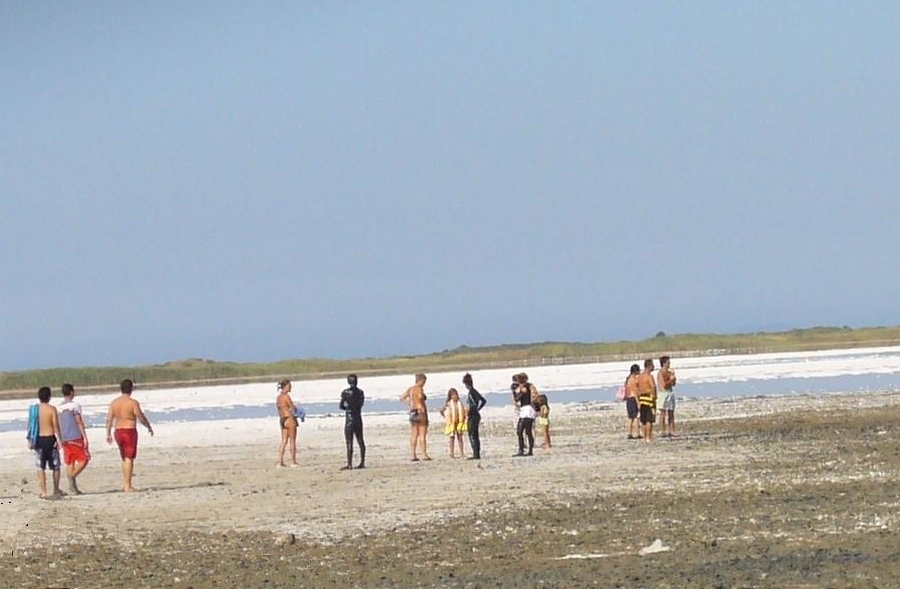
Tuz Gölü mit Touristen, die sich mit schwarzem Schlamm der Lagune eingeschmiert haben.

Der Tuz Gölü (türkisch: „Salzsee“) oder Alikí (Αλυκή, griechisch: „die Salzige“), älter auch Tuzla genannt, ist eine Lagune auf der türkischen Insel Gökçeada. Sie befindet sich bei Aydıncık / Kefaloz im Südosten der Insel und ist eines der wichtigsten Feuchtgebiete der Insel. Sie ist die Station mehrerer Zugvogelarten, darunter Flamingos. Auch Pelikane und verschiedene Enten- und Gänsearten halten sich zuweilen am See auf.
Im Salzsee leben Salzkrebschen (Artemia sp.), deren Eier das Austrocknen des Sees überstehen. Ihre Larven werden weltweit als Fischfutter vertrieben.
Die Lagune ist vom Meer nur durch eine Sandbank getrennt und kann im Sommer völlig austrocknen. Da die Umgebung des Sees sandig ist, wachsen um ihn psammophile Pflanzenarten. Vom Wind auf den See geblasene Pflanzenteile verrotten auf der Oberfläche und bilden einen schwarzen Schlamm. Diesem wird heilende Wirkung zugesagt, besonders für Hautkrankheiten wie Psoriasis. Auf dem See schwimmende kleine Bimssteine wurden vom Meer her angespült.

## Belege
1. ↑  Onur  Gönülal: Gökçeada Kıyı Balık Çıliğına Genel Bir Bakiş. In: Gökçeada Değerleri Sempozyumu (26-27 Ağustos 2008) (= Çanakkale Onsekiz Mart Üniversitesi Yayınları Nr. 78). Çanakkale 2008, ISBN 978-975-8100-85-9, S. 127–134, hier S. 128.
2. ↑  Onur  Gönülal: Gökçeada Kıyı Balık Çıliğına Genel Bir Bakiş. in: Gökçeada Değerleri Sempozyumu (26-27 Ağustos 2008) (= Çanakkale Onsekiz Mart Üniversitesi Yayınları Nr. 78). Çanakkale 2008, ISBN 978-975-8100-85-9, S. 127–134, hier S. 128.